# Curtis Millage
Curtis Millage (ur. 4 marca 1981 w Los Angeles) – amerykański koszykarz, występujący na pozycji rzucającego obrońcy.
28 sierpnia 2015 został zawodnikiem BM Slam Stali Ostrów Wielkopolski. 5 listopada 2016 podpisał umowę z libańskim Hoops Club. 15 grudnia 2016 roku zawarł kontrakt z AZS Koszalin.

## Osiągnięcia
NCAA
- Zaliczony do składu All-Pac-12 Honorable Mention (2003)[4]:

Drużynowe
- Mistrz:
  - Łotwy (2007, 2012)[5]
  - Estonii (2014)[5]
- Wicemistrz Łotwy (2008)
- Finalista pucharu Estonii (2014)
- 3. miejsce podczas rozgrywek Ligi Bałtyckiej (2012)

Indywidualne
- MVP:
  - ligi łotewskiej (2007 według eurobasket.com)[6]
  - meczu gwiazd ligi łotewskiej (2007)[5]
  - miesiąca TBL (listopad 2015)[7]
  - kolejki PLK – 5. kolejka sezonu 2015/16[8]
- Najlepszy:
  - zawodnik ligi łotewskiej występujący na pozycji obrońcy (2007 według eurobasket.com)[6]
  - obcokrajowiec ligi łotewskiej (2007 według eurobasket.com)[6]
- Uczestnik:
  - All-Star Game Ligi Bałtyckiej (2007)[5]
  - FIBA EuroCup All Star Game (2007)[5]
  - łotewskiego All-Star Game (2007, 2008)[5]
- Zaliczony do:
  - I składu (przez eurobasket.com):
    - ligi łotewskiej (2007)[6]
    - obcokrajowców ligi łotewskiej (2007)[6]
- Zwycięzca łotewskiego konkursu wsadów (2007)[5]
- Lider w:
  - asystach EuroChallenge (2011)
  - przechwytach ligi[5]:
    - EuroChallenge (2015)
    - łotewskiej (2012)
    - rosyjskiej (2009)
    - ukraińskiej (2011)